# Leptoclinides multipapillatus
Leptoclinides multipapillatus är en sjöpungsart som beskrevs av Monniot 1989. Leptoclinides multipapillatus ingår i släktet Leptoclinides och familjen Didemnidae. Inga underarter finns listade i Catalogue of Life.